# Xoşkeşin
Xoşkeşin è un comune dell'Azerbaigian situato nel distretto di Culfa.